# Schedocentrus
Schedocentrus är ett släkte av insekter. Schedocentrus ingår i familjen vårtbitare.

## Dottertaxa tillSchedocentrus, i alfabetisk ordning[1]
- Schedocentrus andinus
- Schedocentrus angustatus
- Schedocentrus angustixiphus
- Schedocentrus areolatus
- Schedocentrus armatus
- Schedocentrus basalis
- Schedocentrus basinotatus
- Schedocentrus bolivianus
- Schedocentrus brevixiphus
- Schedocentrus differens
- Schedocentrus granulifer
- Schedocentrus haenschi
- Schedocentrus innotatus
- Schedocentrus isernii
- Schedocentrus liparochrus
- Schedocentrus nigrescens
- Schedocentrus nigroantennatus
- Schedocentrus penai
- Schedocentrus pugifer
- Schedocentrus saussurei
- Schedocentrus scudderi
- Schedocentrus speculatus
- Schedocentrus spinosus
- Schedocentrus steinbachi
- Schedocentrus tessellatus
- Schedocentrus titschacki
- Schedocentrus transvittatus
- Schedocentrus vicinus
- Schedocentrus viridiafflatus
- Schedocentrus viridinervosus